# We Started Nothing
We Started Nothing este albumul de debut al formației de origine britanică The Ting Tings.

## Ordinea pieselor pe disc
1. Great DJ - 3:23
2. That's Not My Name - 5:11
3. Fruit Machine - 2:54
4. Traffic Light - 2:59
5. Shut Up and Let Me Go - 2:52
6. Keep Your Head - 3:23
7. Be the One - 2:58
8. We Walk - 4:04
9. Impacilla Carpisung - 3:41
10. We Started Nothing - 6:22

## Extrase pe single
- „Fruit Machine” (2007) (relansat în 2009)
- „Great DJ” (2008)
- „That's Not My Name” (2008)
- „Shut Up and Let Me Go” (2008)
- „Be the One” (2008)
- „We Walk” (2009)

## Clasamente
| Clasament (2008)                    | Poziția de vârf |
| ----------------------------------- | --------------- |
| Australian Album Chart              | 22              |
| Austrian Album Chart                | 64              |
| Swiss Album Chart                   | 28              |
| Belgian (Wallonia) Album Chart      | 54              |
| Belgian (Flanders) Album Chart      | 38              |
| Irish Album Chart                   | 3               |
| Netherlands Album Chart             | 20              |
| Swiss Album Chart                   | 28              |
| Austrian Album Chart                | 57              |
| New Zealand Album Chart             | 16              |
| UK Album Chart                      | 1               |
| U.S. Billboard 200                  | 78              |
| US Billboard Top Heatseekers        | 7               |
| US Billboard Top Independent Albums | 8               |